# Avtocesta A5 Ionia Odos
Avtocesta 5 Ionia Odos (grško Αυτοκινητόδρομος 5, oznaka A5) je avtocesta v Grčiji. Avtocesta, ki jo običajno imenujejo Ionia Odos (Ιόνια Οδός, Jonska cesta), se začne pri Janini (grško Ioannina) in sledi zahodni obali celinske Grčije do Korintskega zaliva. V Riu prečka zaliv z mostom Rio – Antirrio in je na križišču pri Patrasu povezan z avtocesto A8. Avtocesta Patras - Pyrgos, ki je trenutno v gradnji, je običajno del avtoceste A5.
Avgusta 2017 je grški minister za infrastrukturo, promet in omrežje dokončal in odprl za promet zadnji odsek Perdika-Janina, s čimer je Ionia Odos postala popolnoma delujoča avtocesta. To je druga večja cestna povezava sever – jug za avtocesto A1 in je tudi del čezbalkanske jadransko-jonske avtoceste ter evropskih poti E55 in E951.
Avtocesta Ionia Odos je bila eden najzahtevnejših gradbenih projektov v Grčiji, saj se razteza na velikem delu zahodne Grčije ob vznožju Pindega gorstva. Po zaključku avgusta 2017 se je skrajšal čas potovanja med Antirrio in Ioannino na 1 uro in 40 minut, kar je manj kot s 3 ure in 30 minut, in bo spodbudil gospodarstvo regij Zahodne Grčije in Epirja.

## Ionia Odos

### Podatki
Avtocesto sestavljajo:
- 196 kilometrov avtoceste, z 2 pasovoma v vsako smer, ločilno new Jersey ograjo in odstavnim pasom
- 19 priključkov
- 133 nadvozov in podvozov
- 4 dvocevni predori
- 24 mostov in viaduktov
- 4 glavne in 5 stranskih cestninskih postaj
- 5 počivališč (4 v obe smeri)

### Most Rio-Antirrio
Gradnja mostu Rio-Antirrio, enega najdaljših  mostov s poševnimi zategami in več razponi na svetu in začasno najdaljši takega tipa, se je začela leta 1998, več kot 100 let po prvem predlogu takratnega premierja Charilaosa Trikoupisa. Most je bil odprt 7. avgusta 2004, teden dni pred odprtjem poletnih olimpijskih iger 2004 v Atenah.

### Agrinio in obvoznica Arta
Obvoznica Agrinio je bila v dolžini 33 km prvi večji del severnega odseka A5, ki je bil končan. Medtem ko so se gradnje drugih odsekov začele leta 2002/03, je v celoti začela obratovati maja 2009. Od Aitolika cesta obide največje mesto in gospodarsko središče prefekture Etolija-Akarnanija, Agrinio in se konča v Kouvarasu. V glavnem je nadomestila 12 km daljšo državno cesto 5. 28. julija 2015 je 4,5 km dolg odsek začel obratovati pred začetkom obratovanja Aitoliko. Ta odsek ima vozišče Janina-Antirrio, na delu vozišča Antirrio-Janina, kjer je bila stara cesta. Slednjo so premaknili proti vzhodu, da bi naredili prostor za gradnjo avtoceste, promet pa je bil tja preusmerjen.
17-kilometrska obvoznica Arta se začne od Sellades blizu Arte in konča pri Filippiadi, blizu meje s prefekturo Preveza. Njegov prvi del (križišče Arta sever - Filippiada je bil odprt leta 2003, drugi del (križišče Sellades / Arta jug - križišče Arta sever) pa je bil odprt aprila 2011, premostitveni objektna križišču Arta sever pa je bil odprt 22. novembra 2013.

### Preostali del avtoceste - napredek pri gradnji
Decembra 2016 je bil zaključen 25 km odsek Kouvaras - vozlišče Amfilochia (obvoznica Amfilochia). Odpreti bi ga morali do julija 2016, a ga je zaradi zemeljskih plazov tik pred križiščem Amfilochia 27. decembra 2016 odprl minister Christos Spirtzis. Tudi 37 km dolg odsek Kampi (vozlišče Filippiada) - Avgo je 22. februarja 2017 za promet odprl minister za infrastrukturo Christos Spirtzis , vendar brez povezave z Egnatijo Odos, ki je bil končan avgusta 2017. Slednji je bil eden najtežjih avtocestnih odsekov v gradnji v Grčiji zaradi razgibanega gorskega terena. Najpomembnejši predor, predor Klokova, je bil izkopan in potekajo druga dela. 37-kilometrski odsek Klokova-Kefalovryso je bil za promet odprt 12. aprila 2017 (brez nekaterih vozlišč, ki so bila pripravljena do avgusta 2017). V začetku septembra 2016 je bilo objavljeno, da so bila ostala razlastitvena dela uspešno poravnana, tako da so lastniki hiš dobili nadomestila za svoje posesti, kar je omogočilo popolno gradnjo ceste.

### Konzorcij Nea Odos
Konec leta 2006 je bila gradnja in vzdrževanje severnega dela avtoceste, odseka Ionia Odos od Ioannine do križišča Rio, dodeljena grško-španskemu konzorciju Nea Odos, ki je prav tako odgovoren za vzdrževanje Atene – Skarfeia (v bližini Lamia) odsek avtoceste A1. Konzorcij, ki ga sestavljajo gradbena podjetja GEK Group of Companies SA, Terna SA, Cintra SA in Grupo ACS, bo gradil in upravljal cesto, 30 let bo prejemal cestnino, v projekt pa bo skupaj vložil 1,15 milijarde EUR. Preostala sredstva v skupni višini 1,4 milijarde evrov bosta zagotovili Evropska unija in grška vlada. Gradnja, ki jo je izvedlo joint venture Euroionia (Terna SA, Dragados SA in Ferrovial SA), se je končno začela leta 2008 z dokončanjem 72 mesecev. Predlog zakona je bil ratificiran 28. marca 2007.
Leta 2010 se je pričakovalo, da bo celotna dolžina avtoceste končana do konca leta 2013. Zaradi ekonomskih težav konzorcija pa so gradnjo leta 2011 ustavili. Gradbena dela so se nadaljevala do aprila 2013, vendar je počasna razlastitev, arheološke preiskave, tožbe, povezane z razlastitvijo in okoljska vprašanja povzročili nadaljnje večje zamude.

## Obvoznica Patrasa
Obvoznica Patrasa je bila prvi del odseka Olympia Odos, ki je bil dan v obratovanje. Načrtovanje obvoznice se je začelo v 1980-ih, gradnja pa se je začela šele v 1990-ih. Prehaja vzhodno od mesta pod vznožjem gore Panachaiko in je sestavljena iz več predorov in premostitvenih objektov. Oktobra 2002 je bila obvoznica odprta za promet. Posledično se je promet v centru Patrasa znatno zmanjšal.
Obvoznica Patrasa je bila v veliki meri zgrajena po trasi državne ceste 9 v prvih letih označena kot del nove, ločene avtoceste A9. Kasneje je bila prerakategorizirana na takrat načrtovano transpeloponeško avtocesto A8, preden je veljala za del Jadransko-jonske avtocesta A5.

### Konzorcij Olimpia Odos
Za gradnjo in vzdrževanje obvoznice Patrasa ob odseku Olympia Odos je bil pooblaščen konzorcij Olympia Odos, ki je prav tako zgradil avtocesto A8.